# Zoltingen
Zoltingen ist ein Ortsteil des Marktes Bissingen im schwäbischen Landkreis Dillingen an der Donau. Der Ort wurde am 1. Juli 1971 nach Unterringingen eingemeindet. Am 1. Mai 1978 wurde Unterringingen in den Markt Bissingen eingegliedert. Zoltingen liegt 7,5 Kilometer westlich von Bissingen am rechten Hang der Kessel. Die höchste Höhe beträgt 503 m.

## Geschichte
Zoltingen ist wie das obere Kesseltal altes Siedlungsland, Funde aus der Mittel- und Jungsteinzeit sowie der Bronzezeit beweisen dies. Der Ort geht vermutlich auf eine alemannische Gründung des 7. Jahrhunderts zurück. Er wird 1262 erstmals als „Zaheltingen“ überliefert, in dieser Zeit saß ein niederes Adelsgeschlecht im Ort, die Herren von Zaheltingen genannt. Diese sind zwischen 1262 und 1377 nachgewiesen, sie waren zunächst im Dienst der Herren von Hohenburg und danach der Grafen von Oettingen, die die Herrschaft Hohenburg-Bissingen innehatten. Die Herren von Zoltingen veräußerten 1368 bzw. 1376 ihren Besitz an die Herren vom Stein (Herrschaft Diemantstein). Diese wiederum verkauften einen Teil an die Herren von Westerstetten zu Dunstelkingen, die diesen Teilbesitz 1532 an die Grafen von Oettingen-Oettingen veräußerten. Deren Besitz in Zoltingen wurde durch das Amt Hochhaus verwaltet. Da seit alters her die Landeshoheit beim Kloster Ellwangen lag, kam 1802/03 durch die Säkularisation der Fürstpropstei Ellwangen der Ort an Württemberg. Durch den Grenzvertrag von 1810, der den Austausch von Gebieten regelte, kam Zoltingen schließlich an Bayern. Es wurde zunächst verwaltet vom Landgericht Nördlingen und 1852 vom Landgericht Bissingen.

## Religion
Der Ort gehörte immer zur Urpfarrei des oberen Kesseltals, zu Unterringingen.

## Bevölkerungsentwicklung
| Jahr | Einwohner |
| ---- | --------- |
| 1840 | 138       |
| 1939 | 130       |
| 1950 | 165       |
| 1961 | 126       |
| 1970 | 115       |
| 1990 | 109       |
| 2000 | 142       |

## Baudenkmäler
Siehe: Liste der Baudenkmäler in Zoltingen

## Persönlichkeiten
- Michael Eberhardt (1913–1976), Landwirt und Mundartdichter